# 7616 Sadako
7616 Sadako este un asteroid din centura principală de asteroizi.

## Descriere
7616 Sadako este un asteroid din centura principală de asteroizi. A fost descoperit pe 6 noiembrie 1996 la Oizumi de Takao Kobayashi. El prezintă o orbită caracterizată de o semiaxă mare de 3,00 ua, o excentricitate de 0,11 și o înclinație de 9,4° în raport cu ecliptica.